# Сольпуги
Сольпу́ги, фаланги, или бихо́рки (лат. Solifugae, также известны как верблюжьи пауки (англ. camel spiders), ветряные скорпионы (англ. wind scorpions), солнечные пауки (англ. sun spiders) — отряд паукообразных (Arachnida). Известно около 1000 видов, распространённых в засушливых областях.

## Этимология названия
Латинское название отряда Solifugae означает «убегающие от солнца». В Южной Африке сольпуг называют haarskeerders («парикмахеры») или baardskeerders («брадобреи»). Эти названия связаны с местным поверьем, что сольпуги якобы способны выстригать своими мощными хелицерами волосы людей и животных, чтобы выстилать ими свои подземные гнёзда.

## Внешнее строение

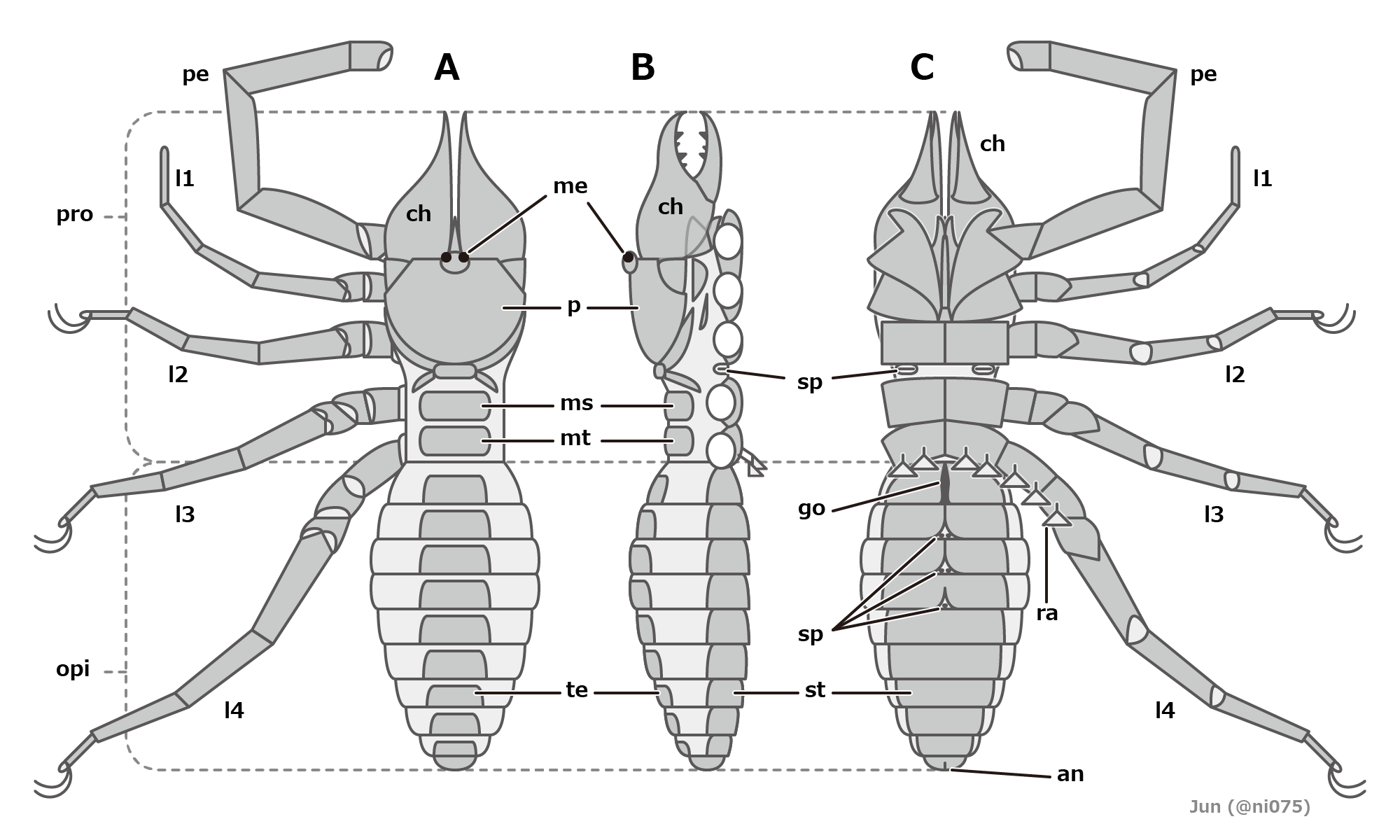
Общий план строения сольпуг. A: вид сверху
B: вид сбоку
C: вид сверху
an: анальное отверстие
ch: хелицеры
go: гонопор
l1—4: ходильные ноги
me: медиальный глаз
ms: мезопельтидий
mt: метапельтидий
opi: опистосома
p: пропельтидий
pe: педипальпы
pro: просома
ra: маллеоли
sp: дыхальца
st: стерниты
te: тергиты

Сольпуги — довольно крупные паукообразные. Длина тела варьирует от нескольких миллиметров до 7 см. Туловище и конечности покрыты длинными волосками. Тело разделено на два отдела: передний — просому (головогрудь) и задний — опистосому (брюшко). Просома обычно состоит из восьми сегментов и несёт ротовой аппарат, педипальпы и ходильные ноги. Сверху она покрыта передним карапаксом, образованным тремя тергитами: про-, мезо- и метапельтидием. На пропельтидии у места прикрепления хелицер имеется глазной бугорок, несущий пару медиальных глаз. Стерниты на просоме отсутствуют. Опистосома состоит из 10 сегментов. Каждый сегмент имеет тергит и стернит, отделённые друг от друга растяжимой межсегментной мембраной, что позволяет брюшку значительно увеличиваться во время питания. Более или менее на конце брюшка расположено анальное отверстие, которое у представителей семейства Rhagodidae смещается вентральнее.
Устройство глаз сольпуг сродни скорпионьему: они имеют два сложных глаза спереди и по одному на каждом боку головогруди. Простых глаз нет. Сложные глаза реагируют на свет (тапетум луцидум[прояснить]), а также — на движение приближённых объектов. Таким образом, сольпуга обладает минимальной задержкой реакции (которая, примерно как у мухи, составляет долю секунды), что делает её отменным охотником и трудноуловимой добычей.

### Хелицеры

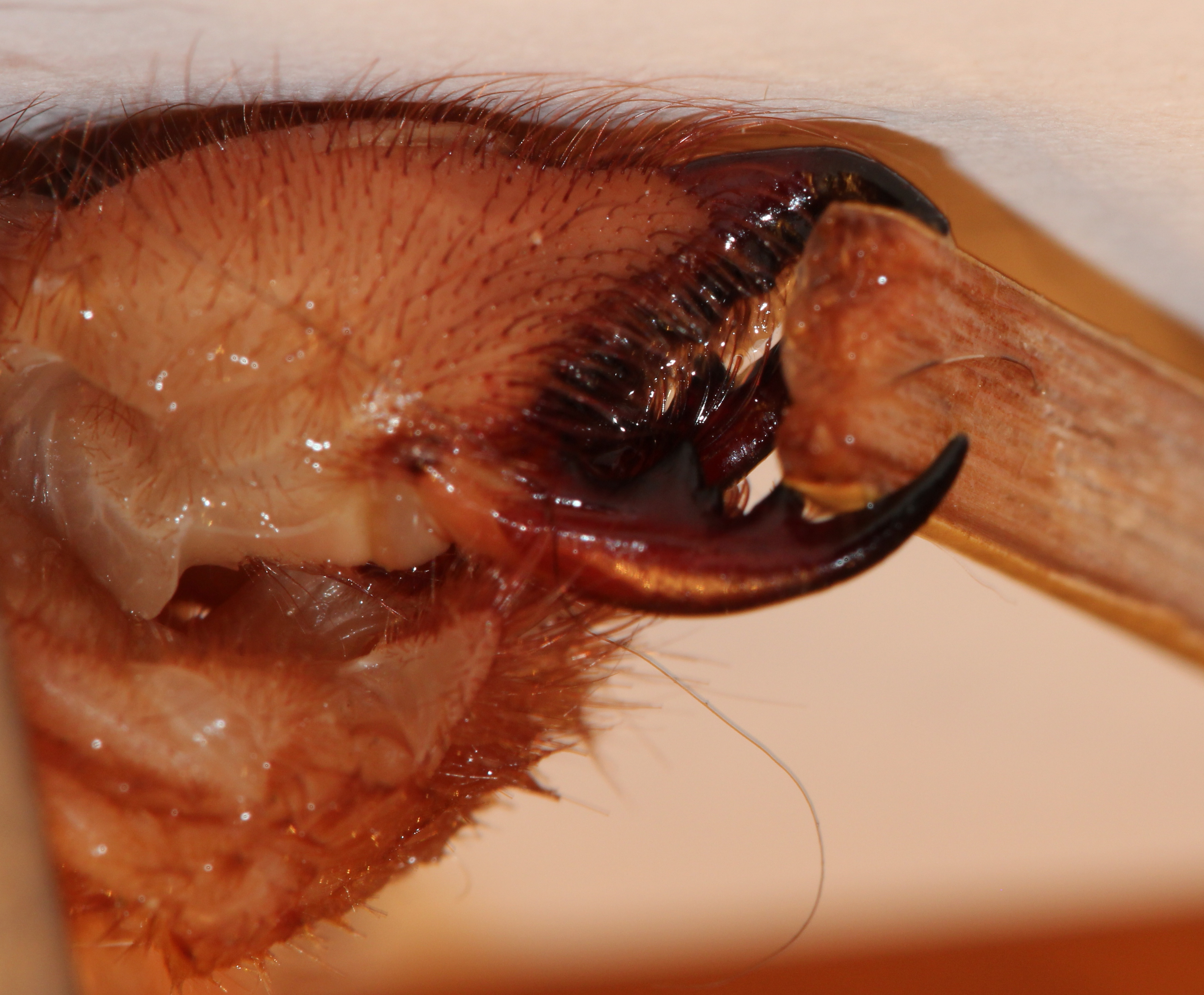
Вид хелицеры сбоку. Видно зубцы и режущую кромку

Крупные хелицеры являются одним из самых заметных признаков сольпуг. Из всех паукообразных сольпуги обладают самыми крепкими и упругими хелицерами, способными прокусить человеческий ноготь. Каждая из двух хелицер имеет две части, скреплённые суставом, что в совокупности образует клешню, похожую на клешню краба. На хелицерах расположены зубцы, количество которых варьирует от вида к виду. Мощность хелицер позволяет сольпугам срезать шерсть и перья жертвы или падали, прорезать кожу и даже тонкие косточки (птиц).
При нападении сольпуги издают пронзительный писк или стрекотание трением хелицер друг о друга.

### Конечности
Щупальца-педипальпы, расположенные спереди, очень похожи на конечности и выполняют их функцию[уточнить].
Ноги первой пары отходят от сегмента V и несут тактильную функцию. Они состоят из 7 члеников и сильно варьируют по длине у разных видов. У некоторых представителей на концах ног сохраняются рудиментарные коготки, однако у большинства сольпуг они отсутствуют. Остальные три пары ног хорошо развиты и состоят из тазика (лат. coxa), двух вертлугов (лат. trochanter I и II), двух бёдер (лат. prefemur и postfemur), голени, metatarsus и лапки (лат. tarsus). На лапках имеются коготки, которыми сольпуги цепляются за субстрат.

## Распространение
Сольпуги распространены преимущественно в тропических и субтропических областях Африки, Евразии и обеих Америк. В Европе они встречаются преимущественно в регионах с тёплым климатом: в юго-восточной Испании, Греции, на Балканах и в Черноморско-Каспийских степях. В Азии их ареал простирается от Ближнего Востока до Индокитая и Сулавеси. В Африке они встречаются на севере, востоке и юге континента, но отсутствуют в Западной и Центральной Африке. В Новом свете сольпуги распространены от юго-западных штатов США (Северная Дакота и западная Монтана) через северное и западное побережье Южной Америки до Уругвая и Южного региона Бразилии. Наиболее часто они встречаются в жарких сухих пустынях и полупустынях.

## Образ жизни
Все сольпуги очень подвижны и почти все они — ночные хищники. Сольпуги плотоядны или всеядны, питаются термитами, жуками-чернотелками и другими мелкими членистоногими, но также могут употреблять в пищу более крупных животных, например ящериц.

## Укусы
Укусы сольпуг не опасны для жизни, хотя могут вызывать разного рода воспаления из-за гниющих остатков пищи на их хелицерах (см. арахнозы). Кроме того, крупные особи в состоянии пробить хелицерами человеческий ноготь.

## Синонимы
Сольпуги имеют несколько научных названий (Solifugae  Sundevall, 1833; Solpugida, Solpugides, Solpugae, Galeodea, Mycetophorae) и несколько общеупотребительных (русские — сольпуги (также сольфуги), фаланги, бихорки (также бихорхи); английские — camel spider, wind scorpion, sun scorpion, sun spider; южноафриканские — red romans, haarskeerders, baarskeerders; армянский - морм; таджикское и узбекское — калли гусола (голова быка)).

## Палеонтология
Древнейшей бесспорной находкой представителя отряда считается Protosolpuga carbonaria Petrunkevitch, 1913 из позднего карбона США. Также сольпуги встречаются в бирманском, балтийском и доминиканском янтарях и раннемеловых отложениях Бразилии.

## Классификация
По данным World Solifugae Catalog, отряд содержит более 1000 видов из 120 родов, разделяемых на 12 современных и одно вымершее семейство:
- Ammotrechidae  Roewer, 1934 — 26 родов и 100 видов, Северная и Южная Америка
- Ceromidae  Roewer, 1933 — 4 рода, 21 вид, Африка
- Daesiidae  Kraepelin, 1899 — 29 родов и 214 видов, Южная Америка, Африка, Европа, Азия
- Eremobatidae  Kraepelin, 1899 — 8 родов, 204 видов, Северная и Центральная Америка
- Galeodidae  Sundevall, 1833 — 9 родов и 209 видов, Африка, Европа, Азия
- Gylippidae  Roewer, 1933 — 5 родов и 31 видов, Южная Африка, Азия
- Hexisopodidae  Pocock, 1897 — 2 рода и 23 видов, Южная Африка
- Karschiidae  Kraepelin, 1899 — 4 рода и 45 видов, Северная Африка, Греция, Азия
- Melanoblossidae  Roewer, 1933 — 6 родов и 17 видов, Южная Африка, Вьетнам, Индонезия
- Mummuciidae  Roewer, 1934 — 10 родов и 28 видов, Южная Америка
- Rhagodidae  Pocock, 1897 — 27 родов и 102 видов, Африка, Азия
- Solpugidae  Leach, 1815 — 17 рода и 218 видов, Африка, Ирак
- † Protosolpugidae — один вид, описанный по ископаемым остаткам из Пенсильвании (США).

В 2024 году S. S. Kulkarni с соавторами на основании филогенетического анализа ультраконсервативных элементов ДНК выделили три рода, Dinorhax, Namibesia и Trichotoma, в отдельные семейства — Dinorhaxidae, Namibesiidae и Lipophagidae соответственно.

## Фотогалерея

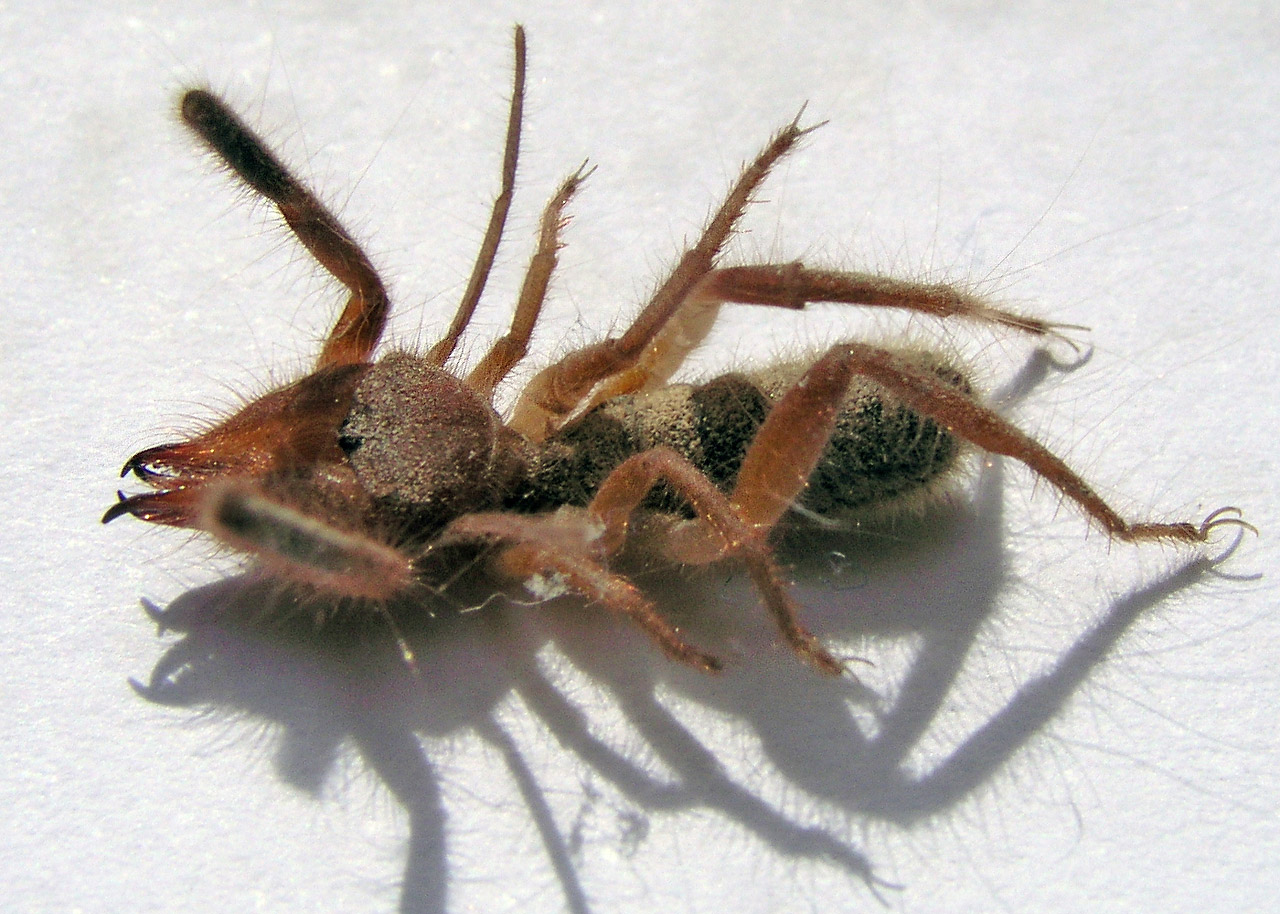
Gluvia dorsalis: сверху
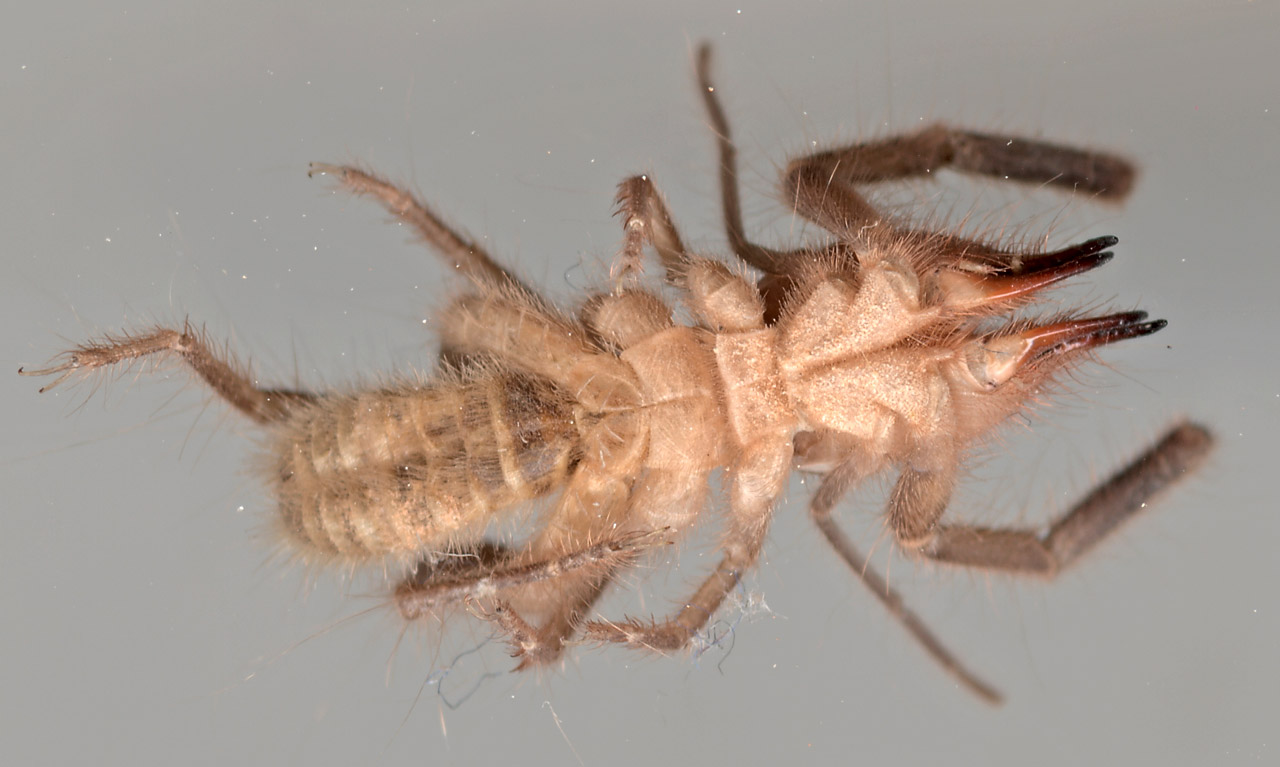
Gluvia dorsalis: снизу
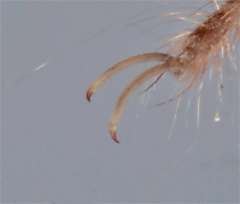
Gluvia dorsalis: коготки лапок
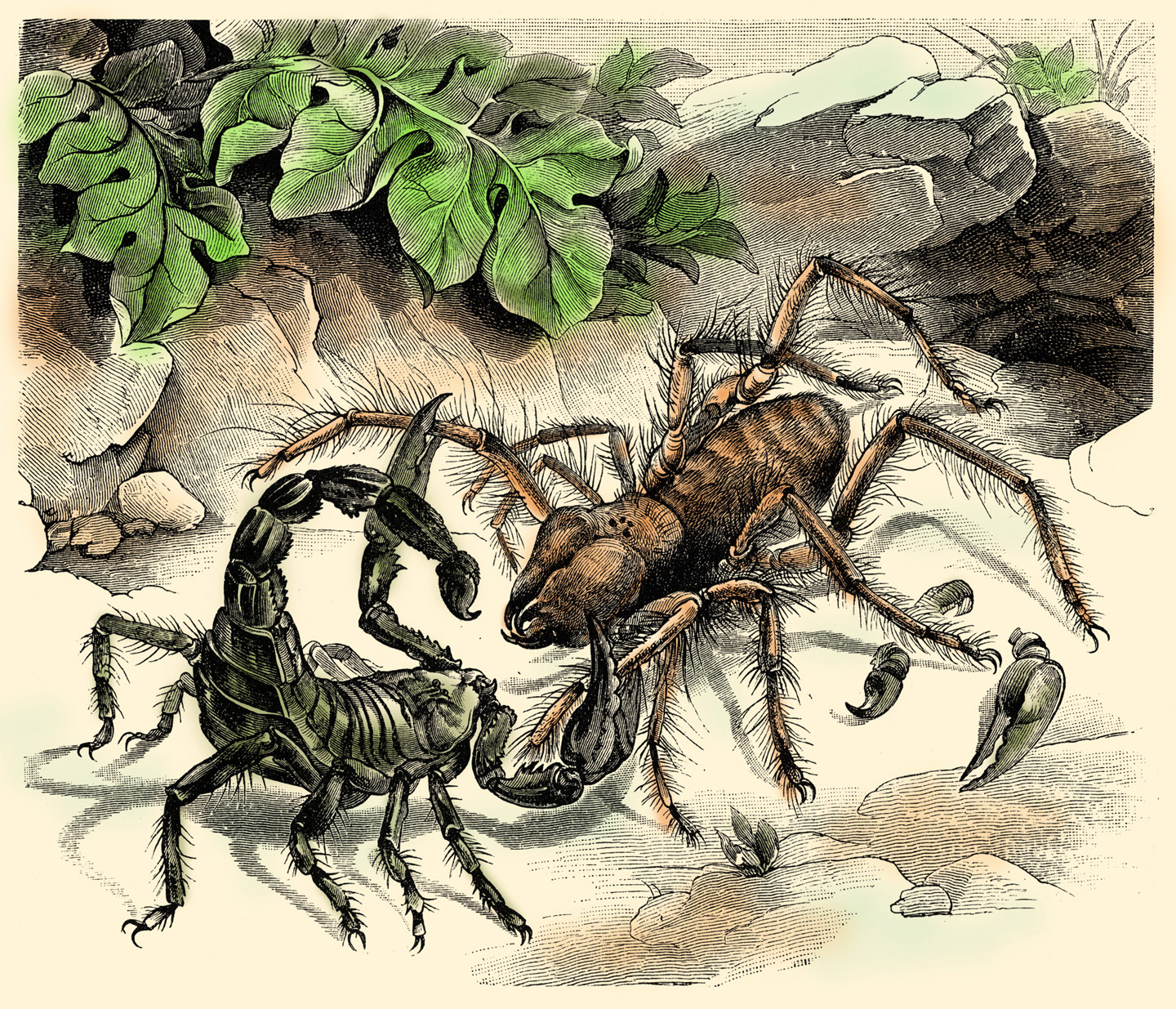
Фаланга и скорпион
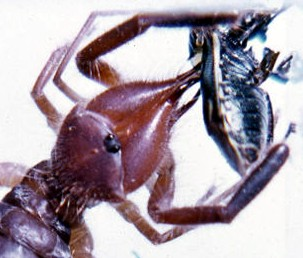
Gluvia dorsalis поедает клопа рапсового